# Autre chose pour rêver
"Autre Chose pour Rêver" est une association belge créée en 1982 et dissoute en 2016, œuvrant à la promotion de la chanson de qualité pour enfants. Le nom de l’association provient d’une des premières chansons de Mamemo.

## Histoire
En 1983, l’association crée, aux Halles de Schaerbeek (Bruxelles), le Premier festival de la chanson pour enfants, en collaboration avec l'émission "Radio Pirate" de la RTBF. C’est le moment où se révèlent les premiers chanteurs de la Communauté française de Belgique : Gibus, Mamemo, Christian Merveille, Raphy Rafaël…
L'objectif de l'association est d'emblée axé sur la diffusion, l'animation et la formation des adultes.
Deux ans plus tard, un second festival est organisé à Watermael-Boitsfort (Bruxelles) en collaboration avec le Centre culturel Paul Delvaux.
Après divers soubresauts, une trentaine de personnes reconstituent en 1994 l’Assemblée Générale d’Autre Chose pour Rêver. L’association retrouve son organisation première, jusqu'à sa dissolution en 2016.
En 1996 se déroule au Botanique la journée de la chanson jeune public intitulée Dimanche en chanteurs. Cette manifestation, englobant mini-spectacles et ateliers, peut être organisée grâce à la synergie développée entre l’association Manteau de Fou Rire, le Centre dramatique Jeunes publics (CDJP) et Autre chose pour rêver, avec le soutien actif du Service Education permanente de la Direction générale de la Culture. Un an plus tard, les journées Nouvel en Chanteurs sont réparties entre cinq localités de la Communauté : Braine-le-Comte, Bruxelles, Huy, Marchin et Braine-l'Alleud.
Au début de l’année 2003, l’Association reçoit du Ministre de l’Audiovisuel une subvention en vue de développer le journal d’information. En 2006, elle organise à Soignies, en collaboration avec Media Animation, un Colloque sur la chanson jeunes publics, principalement destiné aux enseignants des niveaux maternel et primaire, aux étudiants de l’enseignement supérieur pédagogique et aux programmateurs culturels.
En 2008, le Festival Pâques en chansons est organisé par Autre chose pour rêver, conjointement avec les Centres culturel d'Evere, de Jette, de Woluwe-Saint-Lambert et de Berchem-Sainte-Agathe ainsi que La Roseraie, la Concertation des Centres culturels bruxellois et Media Animation, afin de permettre aux familles bruxelloises de découvrir la chanson jeune public.
Depuis le début des années 2000, Autre chose pour rêver se bat pour que la sélection Chanson à l'école - qui réunit des représentants du pouvoir public, de l'enseignement et de la culture pour retenir les spectacles qui bénéficieront d'une aide financière de la Communauté française durant quatre ans - devienne un événement phare, une véritable vitrine de la création en matière de chanson jeune public, à l'instar des Rencontres de théâtre jeune public organisées chaque année à Huy. 
Cette défense de la chanson débouche en 2011 à la reconnaissance, par la Communauté française de Belgique, d'Autre chose pour rêver en tant qu’organisation représentative d’utilisateurs agréée (ORUA). Cette reconnaissance officielle des Pouvoirs publics donne notamment accès à la Commission consultative des musiques non classiques, lieu où des décisions se prennent concernant l’orientation de la politique de la Communauté française de Belgique.
Outre Gibus, Mamemo, Christian Merveille et Raphy Rafaël, font entre autres aussi partie de l'Association les chanteurs Yvette Berger, Pierre Chemin, Christian Bécart, Philippe Donnez, Geneviève Laloy ou Vincent Van Sull.
Le 12 septembre 2016, l'assemblée générale a décidé la dissolution de l'association.